# یخچال‌پوز

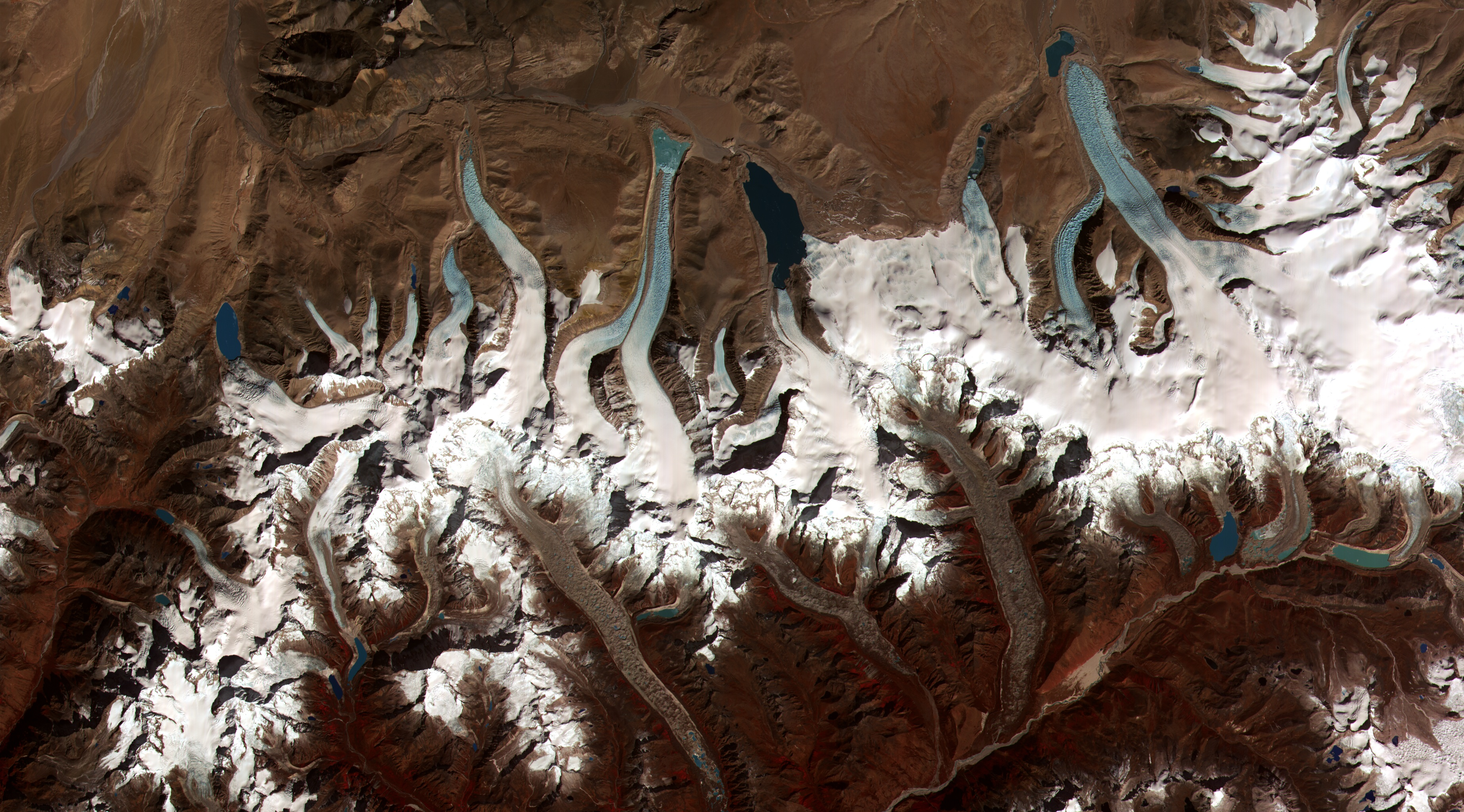
نمای ماهواره‌ای از هیمالیای بوتان

یخچال پوز (به انگلیسی: Glacier Snout)، قوس یا کمانی است که در انتهای همهٔ یخچال‌ها وجود دارد و از آن جویباری ناشی از ذوب یخ، جریان پیدا می‌کند.